# VIVA World Cup 2010
VIVA World Cup 2010 là mùa giải thứ tư của VIVA World Cup, giải đấu bóng đá quốc tế dành cho các đội tuyển không thuộc FIFA. Giải được tổ chức tại quần đảo Gozo. Có tổng cộng sáu đội tuyển tham dự giải (con số kỉ lục từ khi giải tổ chức), trong đó có đương kim vô địch Padania.

## Các đội tham dự
| Team                   | Vị trí 2010 | Lần thứ |
| ---------------------- | ----------- | ------- |
| Padania                | 1           | 3       |
| Kurdistan thuộc Iraq   | 2           | 3       |
| Occitania              | 3           | 3       |
| Vương quốc Hai Sicilia | 4           | 1       |
| Gozo                   | 5           | 2       |
| Provence               | 6           | 3       |

## Địa điểm
Gozo
| Xewkija                                           | Sannat                                            |
| ------------------------------------------------- | ------------------------------------------------- |
| Sân vận động Gozo                                 | Sannat Ground                                     |
|                                                   |                                                   |
| 36°02′18″B 14°15′15″Đ / 36,0382757°B 14,2541962°Đ | 36°01′48″B 14°14′19″Đ / 36,0299631°B 14,2385931°Đ |
| Capacity:4,000                                    | Capacity:1,500                                    |
| XewkijaSannat                                     |                                                   |

## Vòng bảng

### Bảng A
| Team      | Pld | W | D | L | GF | GA | GD | Pts |
| --------- | --- | - | - | - | -- | -- | -- | --- |
| Padania   | 2   | 2 | 0 | 0 | 3  | 1  | 2  | 6   |
| Occitania | 2   | 1 | 0 | 1 | 5  | 1  | 4  | 3   |
| Gozo      | 2   | 0 | 0 | 2 | 1  | 7  | −6 | 0   |

| Gozo          | 1–2    | Padania                    |
| ------------- | ------ | -------------------------- |
| Camilleri 40' | Report | Nannini 7' · Prandelli 82' |

| Occitania | 0–1    | Padania    |
| --------- | ------ | ---------- |
|           | Report | Ghezzi 65' |

| Gozo | 0–5    | Occitania                                                     |
| ---- | ------ | ------------------------------------------------------------- |
|      | Report | Ballue 1' (ph.đ.), 36' · Taillan 61' · Amiel 88' · Soro 90+2' |

### Bảng B
| Team                   | Pld | W | D | L | GF | GA | GD | Pts |
| ---------------------- | --- | - | - | - | -- | -- | -- | --- |
| Kurdistan thuộc Iraq   | 2   | 2 | 0 | 0 | 7  | 3  | 4  | 6   |
| Vương quốc Hai Sicilia | 2   | 1 | 0 | 1 | 2  | 4  | −2 | 3   |
| Provence               | 2   | 0 | 0 | 2 | 2  | 4  | −2 | 0   |

| Kurdistan thuộc Iraq                         | 4–1    | Vương quốc Hai Sicilia |
| -------------------------------------------- | ------ | ---------------------- |
| Mushin 21' · Qaraman 50', 57' · Abdullah 82' | Report | Cappuccilli 75'        |

| Provence | 0–1    | Vương quốc Hai Sicilia |
| -------- | ------ | ---------------------- |
|          | Report | Cappuccilli 5' (ph.đ.) |

| Kurdistan thuộc Iraq            | 3–2    | Provence                  |
| ------------------------------- | ------ | ------------------------- |
| Qaraman 31', 90+5' · Rahman 35' | Report | Borghesi 19', 39' (ph.đ.) |

## Vòng đấu loại trực tiếp
|  | Bán kết                | Bán kết |                      |   | Chung kết | Chung kết |
|  |                        |         |                      |   |           |           |
|  | 4 June – Sannat        |         |                      |   |           |           |
|  |                        |         |                      |   |           |           |
|  | Kurdistan thuộc Iraq   | 2       |                      |   |           |           |
|  | Kurdistan thuộc Iraq   | 2       | 5 June – Xewkija     |   |           |           |
|  | Occitania              | 1       |                      |   |           |           |
|  | Occitania              | 1       | Kurdistan thuộc Iraq | 0 |           |           |
|  | 4 June – Xewkija       |         | Kurdistan thuộc Iraq | 0 |           |           |
|  |                        | Padania | 1                    |   |           |           |
|  | Padania                | Padania | 1                    | 2 |           |           |
|  | Padania                |         |                      | 2 |           |           |
|  | Vương quốc Hai Sicilia | 0       |                      |   |           |           |
|  | Vương quốc Hai Sicilia | 0       | Tranh hạng ba        |   |           |           |
|  |                        |         |                      |   |           |           |
|  | 5 June – Sannat        |         |                      |   |           |           |
|  |                        |         |                      |   |           |           |
|  | Occitania              | 2       |                      |   |           |           |
|  | Occitania              | 2       |                      |   |           |           |
|  | Vương quốc Hai Sicilia | 0       |                      |   |           |           |

### Bán kết
| Kurdistan thuộc Iraq      | 2–1    | Occitania |
| ------------------------- | ------ | --------- |
| Qamaran 71' · Mohamed 82' | Report | Gamet 37' |

| Padania                | 2–0    | Vương quốc Hai Sicilia |
| ---------------------- | ------ | ---------------------- |
| Nannini 62' · Ganz 86' | Report |                        |

### Tranh hạng năm
| Gozo                          | 2–1    | Provence         |
| ----------------------------- | ------ | ---------------- |
| Buttigieg 59' · Camilleri 89' | Report | Juan 19' (ph.đ.) |

### Tranh hạng ba
| Occitania                 | 2–0    | Vương quốc Hai Sicilia |
| ------------------------- | ------ | ---------------------- |
| Taillan 28' · Gamet 90+3' | Report |                        |

### Chung kết
| Kurdistan thuộc Iraq | 0–1    | Padania   |
| -------------------- | ------ | --------- |
|                      | Report | Mosti 24' |

| Vô địch VIVA World Cup 2010 |
| --------------------------- |
| · Padania · Lần thứ ba      |

## Người ghi bàn
| 5 bàn - Haider Qaraman |